# العضلة الدويرية العينية
العضلة الدويرية العينية (بالإنجليزية: Orbicularis oculi muscle)‏ هي عضلة موجودة في الوجه تغلق الجفون، تنشأ من الجزء الأنفي للعظم الجبهي ومن الأستطالة الجبهية للفك العلوي أمام الشق الدمعي ومن الحواف والسطح الأمامي لوتر ليفي قصير هو الرباط الجفني الإنسي.
من هذا المنشأ، الألياف موجهة جانبياً، مكونة طبقة رقيقة وواسعة، شاغلة الجفون، محيطة بالمحجر، تمتد فوق الصدغ وإلى الأسفل
على الخد.

## البنية
هناك ما لا يقل عن 3 أقسام محددة بوضوح من العضلة الدائرية. ومع ذلك، ليس من الواضح ما إذا كان القسم الدمعي قسمًا منفصلًا، أو ما إذا كان مجرد امتداد للقسمين أمام الحاجز وأمام مشط القدم.

### العضلة الدائرية الحجاجية
الجزء الحجاجي أكثر سمكًا ولونه أحمر؛ تشكل أليافها قطع ناقص كامل دون انقطاع عند مفصل الجفن الجانبي؛ تمتزج الألياف العلوية لهذا الجزء مع العضلة الجبهية والعضلة الخافضة للحاجب.

### العضلة الدائرية للجفن
الجزء الجفني من العضلة رقيق وشاحب؛ ينشأ من انقسام الرباط الجفن الإنسي، ويشكل سلسلة من المنحنيات المتحدة المركز، ويتم إدخاله في العضلة الجانبية للجفن عند الزاوية الخارجية للعين. يحتوي الجزء الجفني على العضلات أمام الحاجز وعضلات أمام مشط القدم. يعتقد أن العضلة الدائرية أمام مشط القدم مسؤولة عن الرمش التلقائي.

### العضلة الدائرية الدمعية
الجزء الدمعي عبارة عن عضلة صغيرة ورقيقة، يبلغ عرضها حوالي 6 مم وطولها 12 مم، وتقع خلف الرباط الجفن الإنسي وكيس الدمع. تنشأ من القمة الخلفية والجزء المجاور للسطح المداري للعظم الدمعي، وتمر خلف الكيس الدمعي، وتنقسم إلى شقين، علوي وسفلي، يتم إدخالهما في مشط القدم العلوي والسفلي الإنسي للنقاط الدمعية؛ وفي بعض الأحيان تكون غير واضحة للغاية. تسهل العضلة الدائرية الدمعية ضخ الدموع إلى الكيس الدمعي.

## الوظيفة
تعمل العضلة على إغلاق العين، وهي العضلة الوحيدة القادرة على القيام بذلك. يؤدي فقدان الوظيفة لأي سبب من الأسباب إلى عدم القدرة على إغلاق العين، ما يستلزم استخدام قطرات العين على الأقل أو إغلاق العين جراحيًا في الحالات القصوى.
يعمل الجزء الجفني بشكل لا إرادي، فيغلق الجفون برفق، كما في النوم أو الرمش؛ أما الجزء الحجاجي فيخضع للتحكم الواعي. عندما يتم تفعيل العضلة بالكامل، يتم سحب جلد الجبهة والصدغ والخد نحو الزاوية الوسطى من محجر العين، ويتم إغلاق الجفون بإحكام، كما هو الحال في رهاب الضوء. يتم إلقاء الجلد المرسوم على هذا النحو في طيات، وخاصة تلك التي تشع من الزاوية الجانبية للجفون؛ تصبح هذه الطيات دائمة في الشيخوخة، وتشكل ما يسمى بأقدام الغراب. العضلة الرافعة للجفن العلوي هي المضاد المباشر لهذه العضلة؛ فهي ترفع الجفن العلوي وتكشف عن مقدمة بصلة العين. بالإضافة إلى ذلك، يمكن لأجزاء المدار والجفن أن تعمل بشكل مستقل عن بعضها البعض، كما هو الحال في تجعيد الحاجبين عن طريق انكماش المدار لتقليل الوهج مع إبقاء العينين مفتوحتين بحكم استرخاء الجفن.
في كل مرة يتم فيها إغلاق الجفون من خلال عمل العضلة الدويرية، يتم شد الرباط الجفن الإنسي، وبالتالي يتم سحب جدار الكيس الدمعي جانبيًا وأماميًا، بحيث يتم عمل فراغ فيه ويتم امتصاص الدموع على طول القنوات الدمعية فيه. يسحب الجزء الدمعي من العضلة الدويرية للعين الجفون ونهايات القنوات الدمعية إلى الإنسي ويضغط عليها ضد سطح كرة العين، وبالتالي يضعها في الوضع الأكثر ملاءمة لاستقبال الدموع؛ كما يضغط على الكيس الدمعي. يتألف هذا الجزء من قطعتين: عضلة هورنر وعضلة ريولان، تساعد الأخيرة في تثبيت الجفون معًا للحفاظ على الممر الدمعي مقاومًا للماء.
الأمراض المرتبطة، مثل إصابة العصب الوجهي التي تظهر في شلل بيل تؤدي إلى عدم القدرة على الرمش أو إغلاق الجفن على نفس الجانب. ويؤدي نقص الري اللاحق إلى زيادة خطر التهاب القرنية والقرحة.
هناك عدد من العضلات المساعدة التي تساعد في التعاون مع عضلات الجفن. على سبيل المثال، تسحب العضلة المموجة الحاجبين إلى جسر الأنف، مما يشكل سقفًا فوق منتصف الجبهة وتجاعيد الجبهة، ويستخدم بشكل أساسي لحماية العينين من أشعة الشمس الزائدة. تنشأ عضلات العضلة الهرمية (العضدية) في جسر الأنف من عظم الأنف السفلي إلى أسفل الجبهة، على جانبي خط الوسط. تسحب عضلات العضلة الهرمية الجلد إلى تجاعيد أفقية. ترتبط العضلة الجبهية، التي تمتد من الجبهة العلوية، في منتصف الطريق بين الدرز التاجي (الذي يعبر الجزء العلوي من الجمجمة) والحافة العلوية للمحجر، بجلد الحاجب. نظرًا لأنها تسحب الحاجبين إلى الأعلى، فهي مضادة للعضلة الدائرية للعين. تستخدم في النظر إلى الأعلى، وزيادة الرؤية إذا كان هناك ضوء غير كاف أو عندما تكون الأشياء بعيدة.

## الأهمية السريرية
تشارك في رد الفعل القرني، وهو جزء من تقييم وظيفة العصب الوجهي. يمكن استخدامه لفحص العصب الوجهي حتى في المرضى فاقدي الوعي.